# Karwe (Neuruppin)
Karwe ist ein Ortsteil der Kreisstadt Neuruppin im Landkreis Ostprignitz-Ruppin in Brandenburg.

## Geografie
Der Ort liegt ca. 10 Kilometer südöstlich der Kernstadt Neuruppin am Ostufer des 807 ha großen Ruppiner Sees. Gegenüber am Westufer liegt Wustrau-Altfriesack. Südlich verläuft die Landesstraße L 164, nordöstlich die L 167. Der Ort liegt auf einer Höhe von ca. 45 m ü. NHN

## Geschichte

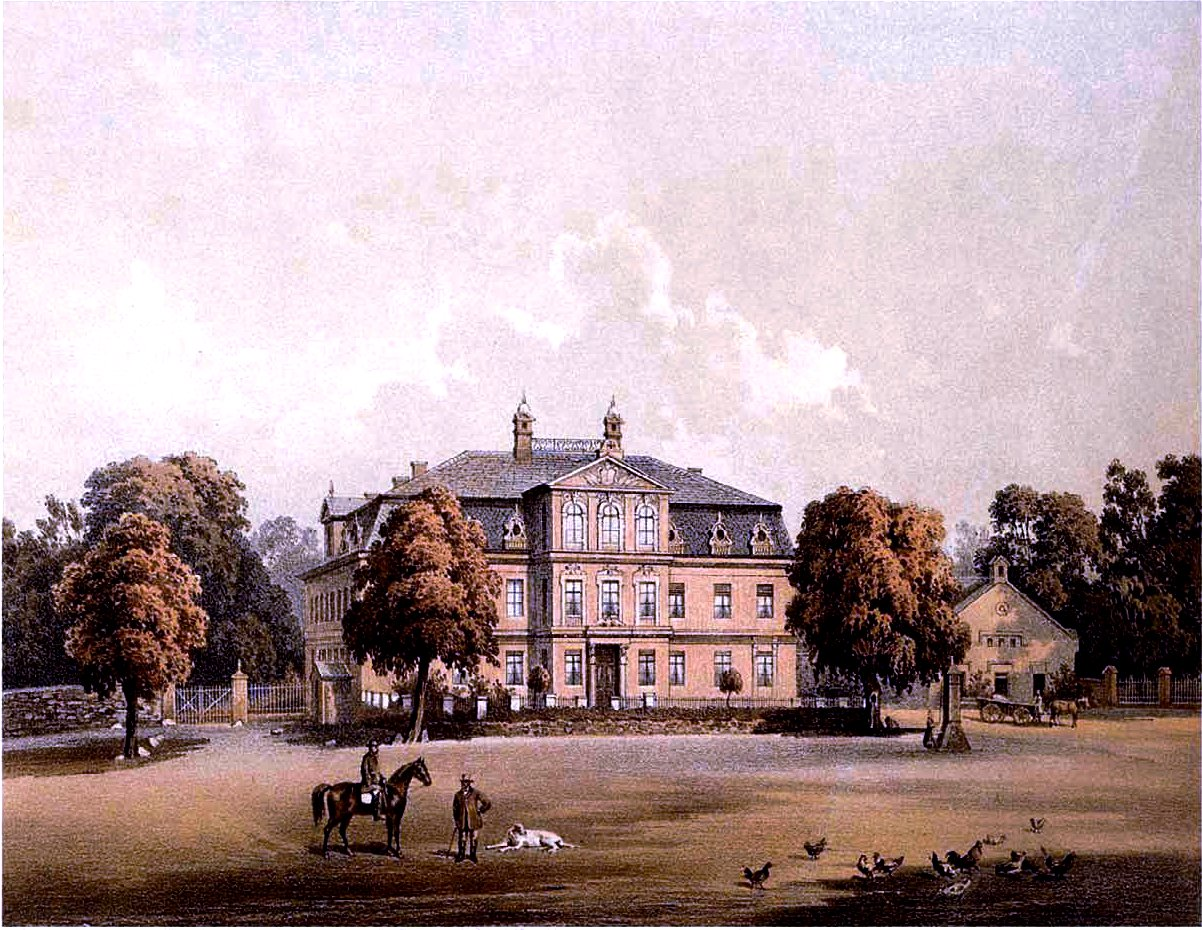
Gutshaus Karwe um 1878 (nicht mehr vorhanden)

Im Jahre 1356 wurde ein Ritter „de Karwe“ erstmals erwähnt und der Ort wird historisch auch als Karve und Carwe genannt. Karwe bestand aus mindestens zwei Rittergütern, das eine gehörte 1534 denen von Gülen und die andere denen von Wildberg, die schon 1485 hier ansässig waren. Die Kirche von Neuruppin betrieb zwei Bauernhöfe in Karwe. Das Patronatsrecht der Kirche Karwe im Jahre 1581, zur Inspektion Ruppin gehörend, hatte das Kloster Lindow.
Nachfolgende Besitzer der Güter waren, in den Jahren 1565 die von Quast zu Gartz, 1606 die von Woldeck und 1609 die von Kötteritz. Im Ort bestanden 29 Bauernhöfe und als Spätfolgen des Dreißigjährigen Krieges waren 1687 17 Höfe nicht mehr bewirtschaftet. Nach dem im selben Jahr die Güter zusammengelegt wurden, gab es folgende Besitzer, die Schenken von Winterstedt (Winterstädt) zu Dannenberg und im Jahre 1716 die von Rhedern.
Das Gut, was zum ganzen Dorf gehörte, wurde 1771 separiert und besaß 15 Hufen Ackerland, einen 3000 Morgen großen Forst mit Erlen (Ellern) und Kiefern (Kiehnen) und Wiesen zur Heugewinnung. Es gab 16 Ganzbauern (Vollhüfner), 2 Kossäten und einen Besitz von 40 Hufen besten Ackerlandes und 4 Pfarrhufen. Zur Heugewinnung und Weiden des Viehbestandes wurde 500 Morgen, zusammen mit dem Gut im Wustrauer Luch genutzt. Der Tierbestand bezifferte sich auf 370 Rinder, 90 Pferde, 132 Schweine und 2066 Schafe. Zu dieser Zeit hatte Karwe 34 Wohnstätten (Feuerstellen). In den Jahren 1731, 1749, 1759, 1766 und 1777 kam es immer wieder zu Viehsterben durch Tierseuchen
Das Rittergut, das in Theodor Fontanes „Wanderungen durch die Mark Brandenburg“ ausführlich beschrieben wird, gehörte seit 1721/1722 dem Altmärker Stamm der Familie von dem Knesebeck. Bekanntester Vertreter war der in Karwe geborene preußische Generalfeldmarschall Karl Friedrich von dem Knesebeck (1768–1848). Ein in die Landschaft übergehender Gutspark wurde unter dem Einfluss von Peter Joseph Lenné angelegt. Die Genealogie der Herren von dem Knesebeck-Milendonck auf Gut Karwe führt seit 1870 den preußische Freiherrentitel. Um 1880 gehörte zum 1580 ha großen Rittergut Karwe noch ein Brennerei und eine Ziegelei, der Besitz war aber zeitweise verpachtet. Eigentümer war der Major Alfred Freiherr von dem Knesebeck, verheiratet mit Franziska von Bojanowska. Erbe wird ihr Sohn Erich von dem Knesebeck-Milendonck. Der Baron ist nicht nur Gutsherr von Karwe, zum Zeitpunkt 1907 konkret 1590 ha, davon 750 ha Wald, sondern königlich-preußischer Landrat. Die Nachfolger sind die Neffen, Rittmeister Krafft von dem Knesebeck-Schwastorf (1915–1942) und der Landwirt Harro von dem Knesebeck-Schwastorf, verheiratet mit Editha von Detten-Möllenhagen. Nach dem letztmals 1929, also vor der großen Wirtschaftskrise, amtlich publizierten Brandenburgischen Güteradressbuch beinhaltete das Rittergut Karwe noch 1383 ha Land, hier noch bis 1937 in Besitz der Helene Freifrau von dem Knesebeck-Milendonck, geborene von Ohlen und Adlerskron.
Das 1724 erbaute Gutshaus wurde 1983 abgerissen. Nach 1990 erwarben Krafft Freiherr von dem Knesebeck (1954–2020), Sohn des Harro von dem Knesebeck, und seine Familie Teile des Besitzes zurück und richteten sich als Wohnsitz den ehemaligen Pferdestall her, in dem auch eine Ausstellung „Fontane trifft Knesebeck“ zu sehen ist.

### Einwohnerentwicklung
| Jahr      | 1766 | 1785 | 1798 | 2017 | 2024 |
|           |      |      |      |      |      |
| Einwohner | 194  | 272  | 288  | 329  | 350  |

### Historische Landwirtschaft
| Aussaat     | Weizen                | Roggen                | Gerste                 | Hafer                  | Erbsen                 | Wicken               | Buchweizen | Kartoffeln | Leinsamen            |
| Menge       | 4 Winspel 15 Scheffel | 31 Winspel 6 Scheffel | 13 Winspel 16 Scheffel | 25 Winspel 22 Scheffel | 13 Winspel 16 Scheffel | 5 Winspel 4 Scheffel | 9 Scheffel | 6 Winspel  | 1 Winspel 5 Scheffel |
| Tierbestand | Pferde                | Rinder                | Schafe                 | Schweine               |                        |                      |            |            |                      |
| Stück       | 90                    | 370                   | 2066                   | 132                    |                        |                      |            |            |                      |

## Dorfkirche Karwe

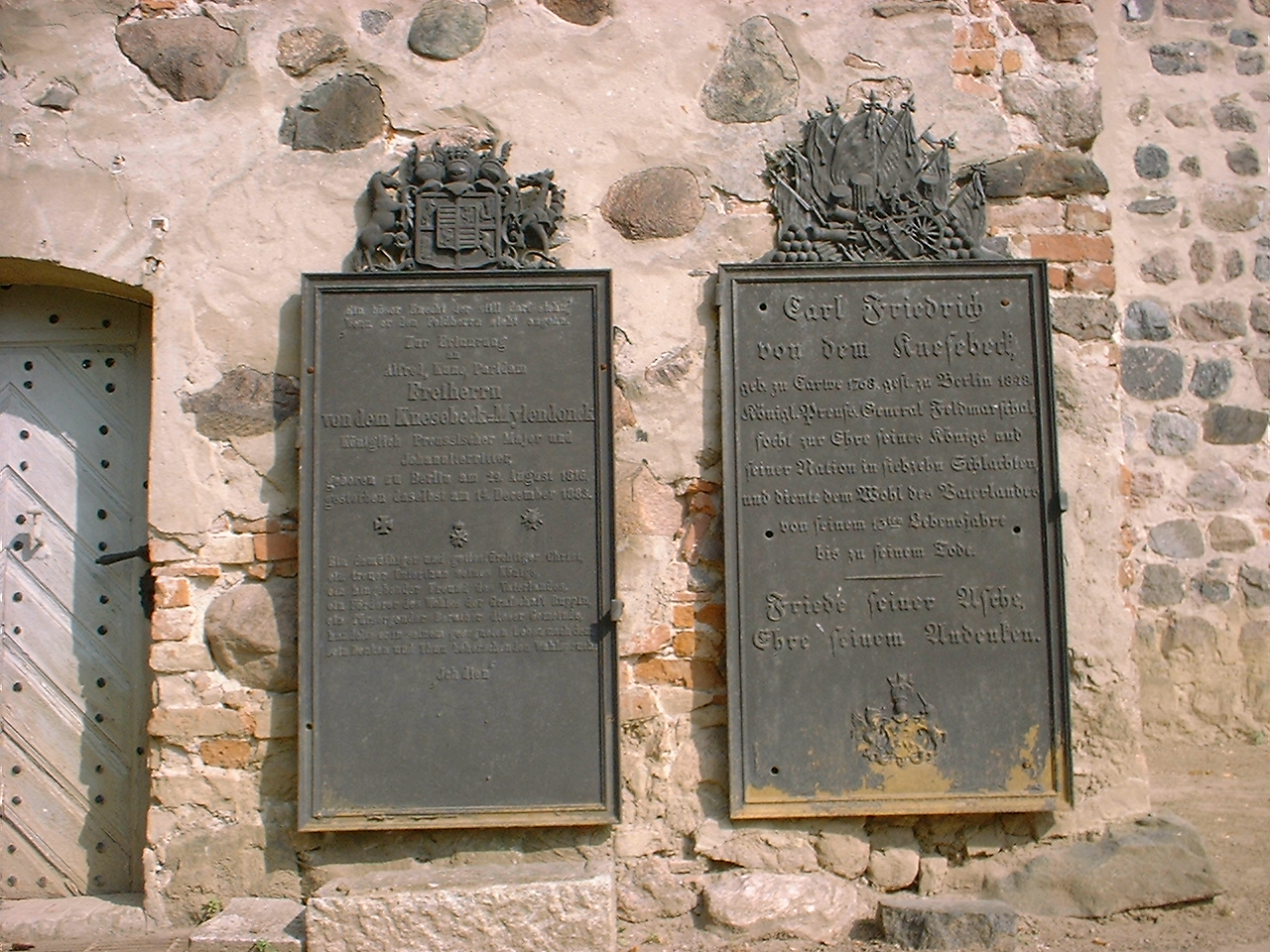
Kirche Karwe Gedenktafeln Knesebeck

Karwes Kirche wurde im Spätmittelalter aus Feldsteinen erbaut und ist mit einem achteckigen Spitzturm auf der Westseite versehen.

## Eingemeindungen
Am 6. Dezember 1993 wurde aus den Gemeinden Buskow, Gnewikow, Gühlen-Glienicke, Karwe, Krangen, Lichtenberg, Molchow, Nietwerder, Radensleben, Stöffin, Wulkow und Wuthenow sowie den Städten Alt Ruppin und Neuruppin die Stadt Neuruppin gebildet. Seither ist Karwe ein Ortsteil der Stadt Neuruppin.

## Ortsbeirat
Karwe besitzt einen Ortsbeirat.
- Ortsvorsteher ist René Wille.
- Ortsbeiratsmitglieder sind Martin Schwenger und Wiete Rieger.

## Sehenswürdigkeiten

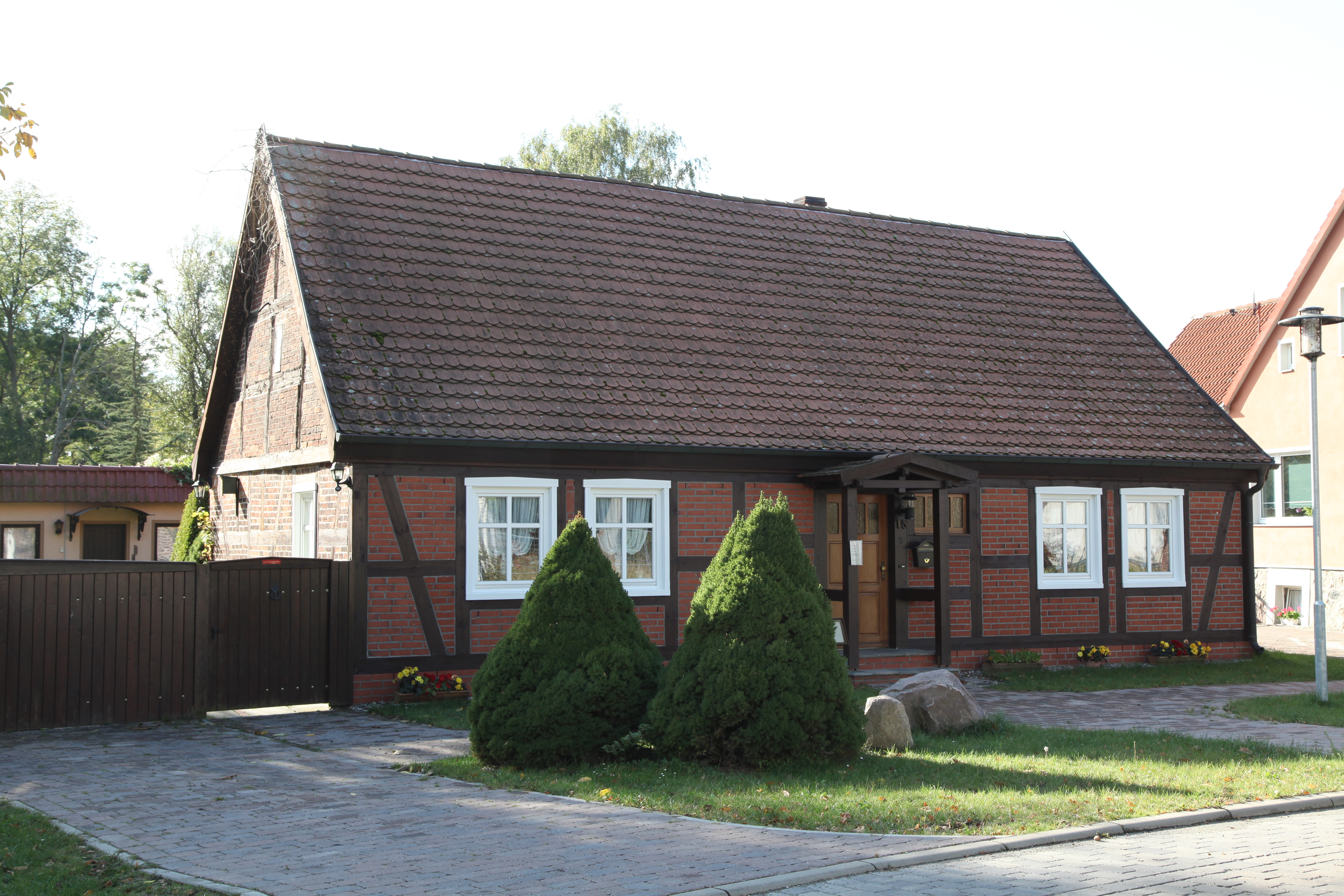
Neuruppin Karwe Lange Straße 15 Tagelöhnerwohnhaus

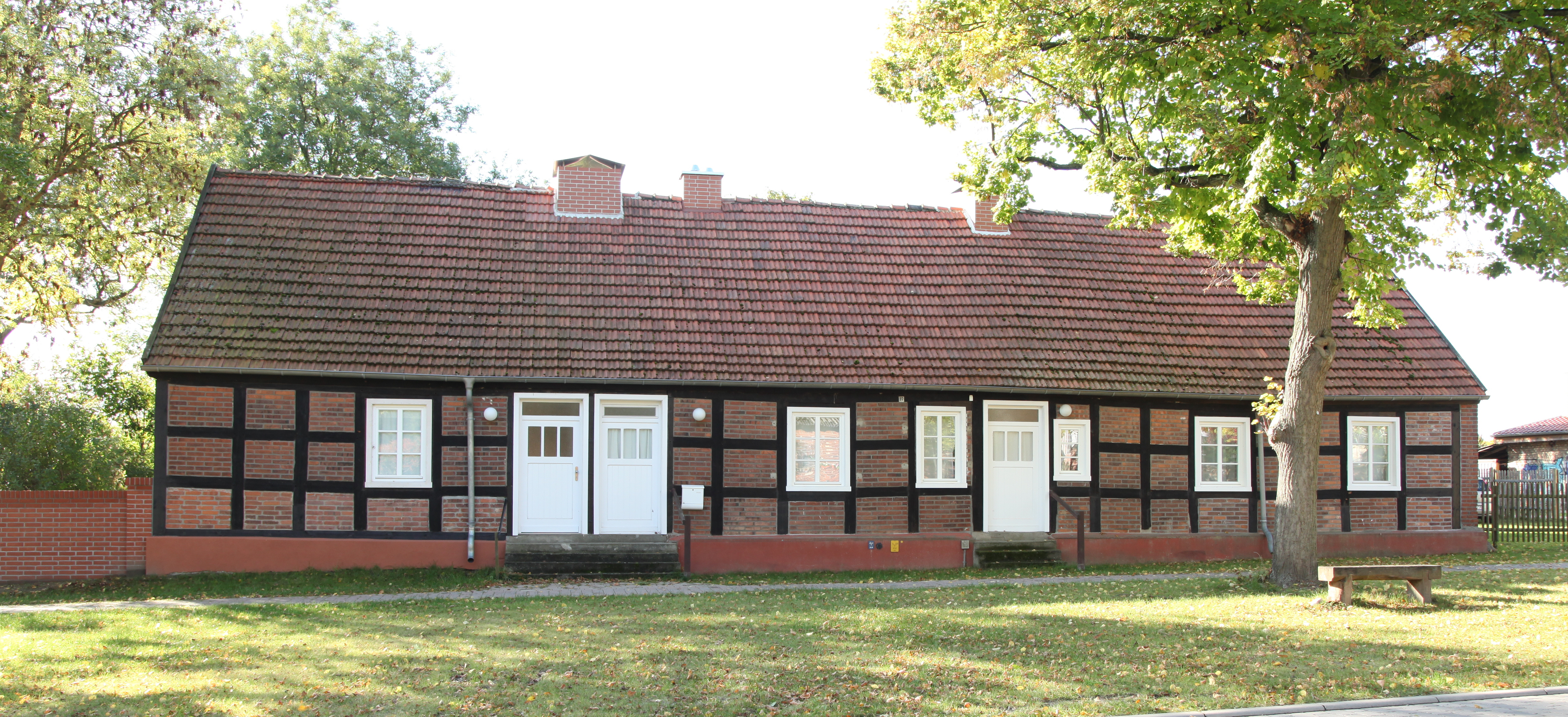
Neuruppin Karwe Lange Straße 27 Wohnhaus

- Dorfkirche mit Kirchhofsportal (Lange Straße)
- Gutsanlage, bestehend aus Grundmauern des Gutshauses, Wirtschaftshof mit Pferdestall und Gutspark (Landschaftspark) (Lange Straße 31, 32, Am Alten Gutshof 3)
- Tagelöhnerwohnhaus (Lange Straße 15)
- Wohnhaus mit Stallspeicher (Lange Straße 21)
- Wohnhaus mit Stallanlagen (Lange Straße 27)
- Schule (heute Wohnhaus) mit Einfriedung (Lange Straße 30)

## Persönlichkeiten
- Levin Erich von dem Knesebeck-Milendonck (1870–1953), in Karwe geboren, Verwaltungsjurist